# Radical 77
Le radical 77, qui signifie s'arrêter, est un des 35 des 214 radicaux chinois répertoriés dans le dictionnaire de Kangxi composés de quatre traits.
Le caractère Unicode de 止 est 6B62.

## Caractères avec le radical 77
| nombre de traits          | caractères  |
| ------------------------- | ----------- |
| Sans trait supplémentaire | 止          |
| 1 traits supplémentaires  | 正          |
| 2 traits supplémentaires  | 此          |
| 3 traits supplémentaires  | 步          |
| 4 traits supplémentaires  | 武 歧 歨 歩 |
| 5 traits supplémentaires  | 歪 歫       |
| 6 traits supplémentaires  | 歬 歭       |
| 8 traits supplémentaires  | 歮          |
| 9 traits supplémentaires  | 歰 歱 歲 歳 |
| 10 traits supplémentaires | 歴          |
| 11 traits supplémentaires | 歵          |
| 12 traits supplémentaires | 歷          |
| 14 traits supplémentaires | 歸          |